# Bartolomeo Capodivacca
Bartolomeo Capodivacca, citato anche come de Capitevacce, Capivacceus, Cavodevacha (Padova, prima metà del XIV secolo – 1397 o 1398), è stato un giurista e politico italiano.

## Biografia
Capodivacca nacque in una nobile famiglia padovana, figlio di Francesco Capodivacca del ramo detto "de' Paradisi".
Nel 1347 divenne dottore in diritto civile presso l'università di Padova e l'anno successivo venne nominato giudice per il rione Torricelle. Dal 19 novembre 1350 fu ufficialmente nella matricola dei giudici della città. Fece parte del Collegio dei dottori giuristi, del quale fu anche priore tra il 1355 e il 1358. Fu inoltre docente dell'ateneo patavino almeno dal 1380.
Secondo Antonio Porcellini, il Capodivacca è l'autore di una raccolta di consilia composto su richiesta del Collegio dei giuristi. Del libro non resta nulla e, anzi, gli storici più antichi dell'università sostengono che l'unica opera da lui scritta fu un solo consilium riguardante il diritto ereditario. Sono suoi, comunque, altri quattro consilia relativi allo stesso argomento, conservati manoscritti presso la Biblioteca nazionale Marciana, nonché un quinto sottoscritto con altri professori e edito da Giovan Battista Ziletti.
Questa intensissima attività, che lo vide impegnato ora per il Comune, ora per i Carraresi, non gli impedì di partecipare alla vita politica. Alla fine del 1388, quando, con la caduta dei da Carrara, vennero restaurate le vecchie istituzioni comunali, il Capodivacca figurò tra gli Anziani eletti in rappresentanza di Torricelle. Ricopriva ancora questa carica quando, nel 1390, fu acclamato signore di Padova Francesco Novello e lui stesso gli avrebbe consegnato il sigillo (secondo altre versioni, le chiavi delle porte) della città.
Sposò in prime nozze Caterina Ognissanti e poi Pera Sanguinazzi, vedova di Nicolò da Peraga. Nel suo testamento, datato 28 marzo 1397, chiese di essere sepolto nella basilica di Sant'Antonio e creò suoi eredi i figli Francesco e Rambaldo (quest'ultimo fu come lui giurista e docente, nonché ambasciatore a Venezia e podestà di Firenze). Morì certamente poco dopo, forse già nel 1397 e in ogni caso prima del maggio 1398.